# Mamma... li turchi!
Mamma... li turchi! è un film del 1973, diretto da Renato Savino.

## Trama
Tre storie ambientate nel meridione d'Italia sotto l'incubo dei pirati barbareschi. La prima racconta del tentato rapimento della nobildonna Giulia Gonzaga da parte del corsaro Barbarossa. La seconda il ratto della castellana di Marsala Sibilla Nobili. La terza racconta della decapitazione della moglie infedele di un ricco mercante.